# NK Kamen Ingrad
NK Kamen Ingrad was een Kroatische voetbalclub uit Velika.
De club werd in 1929 opgericht als NK Velika, na de Tweede Wereldoorlog werd de naam veranderd in NK Papuk. De naam NK Kamen Ingrad werd in 1999 aangenomen. NK Kamen Ingrad is een bouwbedrijf en de hoofdsponsor van de club. Sinds de overname ging het veel beter met de club die snel van de derde naar de hoogste klasse klom. In 2003 speelde de club zelfs Europees voetbal en werd in de eerste ronde uitgeschakeld door het Duitse Schalke 04. In 2007 werd de club laatste en degradeerde.
In 2008 degradeerde de club uit de tweede klasse en op 23 juli werd bekend dat het eerste elftal in geen enkele competitie zal aantreden voor seizoen 2008/09, waardoor de toekomst van de club vrij onzeker leek. Later werd bekend dat de club helemaal opgedoekt werd. 

## NK Kamen Ingrad in Europa
#Q = #kwalificatieronde, #R = #ronde, T/U = Thuis/Uit, W = Wedstrijd, PUC = punten UEFA coëfficiënten .
Uitslagen vanuit gezichtspunt NK Kamen Ingrad
| Seizoen | Competitie    | Ronde | Land               | Club               | Totaalscore | 1e W    | 2e W    | PUC |
| ------- | ------------- | ----- | ------------------ | ------------------ | ----------- | ------- | ------- | --- |
| 2003/04 | UEFA Cup      | Q     | Vlag van Luxemburg | Etzella Ettelbruck | 9-1         | 2-1 (U) | 7-0 (T) | 3.0 |
|         |               | 1R    | Vlag van Duitsland | Schalke 04         | 0-1         | 0-0 (T) | 0-1 (U) | 3.0 |
| 2004    | Intertoto Cup | 2R    | Vlag van Rusland   | Spartak Moskou     | 1-5         | 1-4 (U) | 0-1 (T) | 0.0 |

Totaal aantal punten voor UEFA coëfficiënten: 3.0

## Eindresultaten
| Seizoen   | Liga                       | Plaats | Ptn | Wed | W  | G  | V  | DV | DT | Beker       |
| --------- | -------------------------- | ------ | --- | --- | -- | -- | -- | -- | -- | ----------- |
| 1999/2000 | 3. Hrvatska Nogometna Liga | 1      | 78  | 30  | 24 | 6  | 0  | 88 | 19 |             |
| 2000/01   | 2. Hvratska Nogometna Liga | 1      | 74  | 34  | 23 | 5  | 6  | 78 | 32 | 1/4 finale  |
| 2001/02   | 2. Hvratska Nogometna Liga | 12     | 35  | 30  | 9  | 8  | 13 | 28 | 46 | 1/8 Finale  |
| 2002/03   | 2. Hvratska Nogometna Liga | 4      | 44  | 32  | 11 | 11 | 10 | 34 | 34 | 1/2 finale  |
| 2003/04   | 2. Hvratska Nogometna Liga | 7      | 46  | 32  | 13 | 7  | 12 | 45 | 36 | 1/4 finale  |
| 2004/05   | 2. Hvratska Nogometna Liga | 8      | 41  | 32  | 12 | 5  | 15 | 36 | 39 | 1/16 Finale |
| 2005/06   | 2. Hvratska Nogometna Liga | 6      | 38  | 32  | 11 | 5  | 16 | 33 | 47 | 1/2 finale  |
| 2006/07   | 2. Hvratska Nogometna Liga | 12     | 11  | 33  | 3  | 4  | 26 | 27 | 77 | 1/8 finale  |